# Najla Bouden
Pour les articles homonymes, voir Bouden.
Ne doit pas être confondu avec Najla Bouriel.
Najla Bouden (arabe : نجلاء بودن), de son nom complet Najla Bouden Romdane (en arabe : نجلاء بودن رمضان, Najlā' Būdan Rumḍān), née le 29 juin 1958 à Kairouan, est une ingénieure, universitaire et femme d'État tunisienne.
Elle est chef du gouvernement tunisien du 11 octobre 2021 au 1er août 2023, ce qui fait d'elle une pionnière dans son pays ainsi que dans le monde arabe.

## Biographie

### Jeunesse et formation
Najla Bouden est née le 29 juin 1958 à Kairouan,.
Ingénieure diplômée en 1983 de l'École spéciale des travaux publics, du bâtiment et de l'industrie, elle est également titulaire d'un doctorat en géologie après avoir soutenu sa thèse au sein de l'École nationale supérieure des mines de Paris en 1987.

### Carrière professionnelle
Elle est ensuite professeure de l'enseignement supérieur à l'École nationale d'ingénieurs de Tunis, spécialisée en géologie, ce qui la conduit à former de nombreux cadres de l'Entreprise tunisienne d'activités pétrolières.
En 2011, elle est nommée directrice générale de la qualité au sein du ministère de l'Enseignement supérieur et de la Recherche scientifique, puis occupe dès 2015 le poste de chargée de mission au cabinet du ministre Slim Choura.
À partir de septembre 2016, elle assume les fonctions de chef de l'unité de gestion par objectifs pour l'exécution du projet de la réforme de l'enseignement supérieur en vue de l'appui à l'employabilité des diplômes de l'enseignement supérieur, au même ministère.

### Chef du gouvernement tunisien

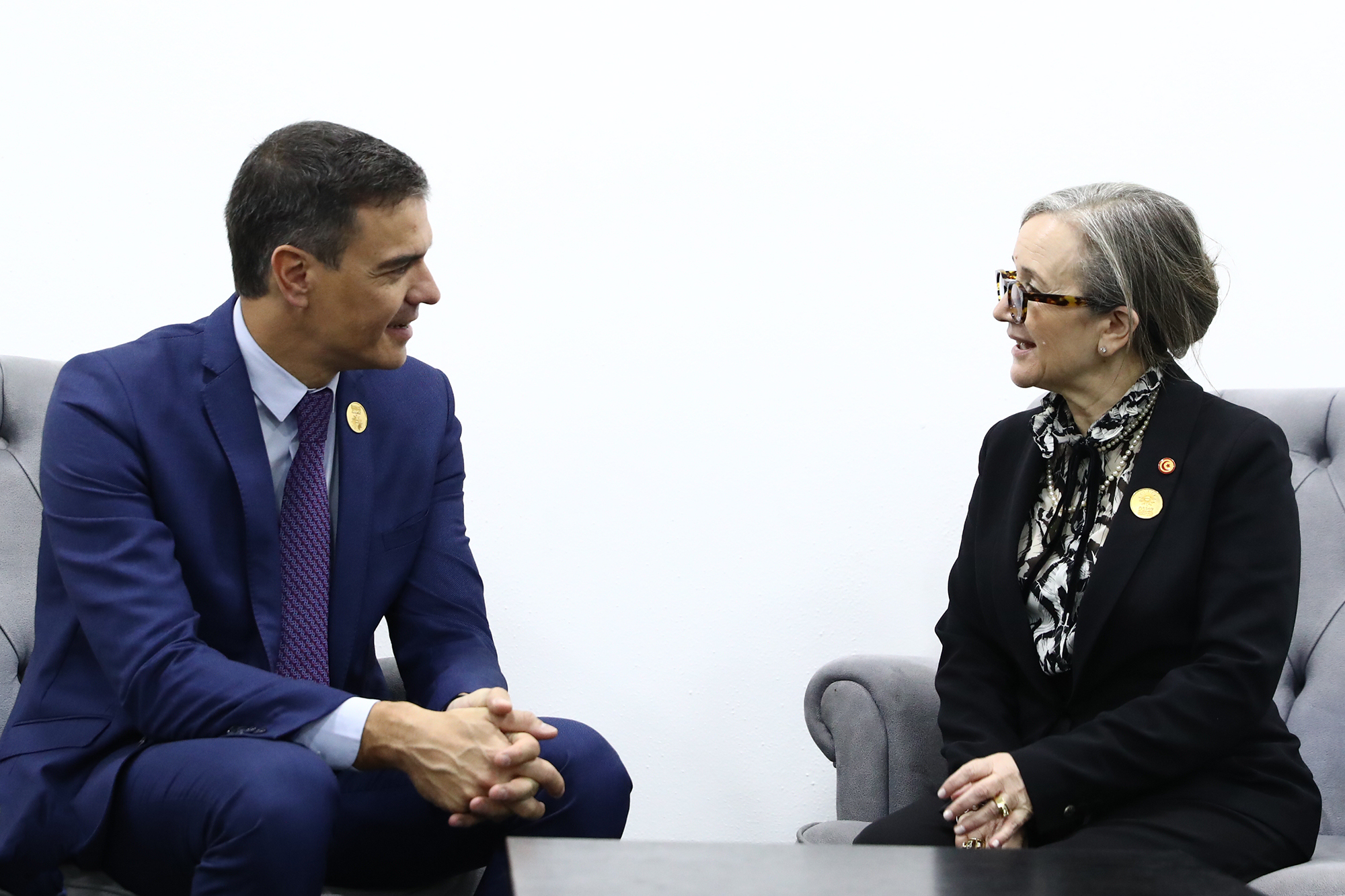
Najla Bouden avec Pedro Sánchez, président du gouvernement d'Espagne, durant la COP 27.

Le 29 septembre 2021, le président Kaïs Saïed annonce avoir désigné Najla Bouden pour former le nouveau gouvernement du pays. Elle remplace alors Hichem Mechichi qui a été limogé le 25 juillet 2021
Première femme à accéder à cette fonction, sa désignation comme chef du gouvernement tunisien fait d'elle une pionnière dans le pays, au Maghreb, ainsi que dans le monde arabe,.
Le 11 octobre, elle prête serment avec les membres de son gouvernement devant le président de la République,.
Elle est remplacée par Ahmed Hachani dans la nuit du 1er au 2 août 2023, peu avant minuit. Selon le politologue Hamadi Redissi, « l'ingérence du chef de l'État a réduit sa marge d'action ».

### Vie privée
Son père Mohamed a été professeur au collège Sadiki puis proviseur du lycée Alaoui, et ses quatre frères et sœurs sont tous scientifiques.
Mariée à l'ophtalmologue Kamel Romdhane, elle est mère de deux enfants.

## Publications
- Contribution à l'étude de la fragmentation des massifs rocheux à l'explosif, 1987, thèse de doctorat conduite au sein de l'École nationale supérieure des mines de Paris[5].
- (en) Mounir Bouassida, Nejla Bouden-Romdhane et Essaieb Hamdi, Innovative geotechnical engineering : Proceedings of the International conference on geotechnical engineering, Sfax, Nouha editions, 2008, 562 p. (ISBN 978-9973999702)[17].

## Distinctions
- Officier dans l'ordre national du Mérite (Tunisie) (2016)[18].